# Talagante (prowincja)
Talagante (hiszp. Provincia de Talagante) – jedna z prowincji Chile, położona na zachodzie przemysłowego Regionu Metropolitalnego.
Stolicą prowincji jest miasto Talagante. Liczba ludności w prowincji to około 300 tysięcy (2017). Powierzchnia Talagante to 582 km².
Gubernatorem prowincji jest Andrés Llorente Elexpuru.

## Miasta
W prowincji Talagante znajduje się pięć chilijskich miast. Są to:
- Isla de Maipo
- El Monte
- Padre Hurtado
- Peñaflor
- Talagante